# El Pla de Bages (diari)
El El Pla de Bages va ser un diari publicat a Manresa. Va néixer el 12 de març de 1904 al carrer Arbonés 15, situat al barri antic de Manresa.

## Història
L'objectiu del diari era publicar informació local i comarcal. A més a més, treballar pel millorament de la classe obrera, publicar columnes sobre política, moviment catòlic, acció obrera i mercantil, oferir seccions d'art, literatura i poesia.
Durant anys, fou el diari més important de la capital del Bages. Sortia cada dia a la tarda, excepte els diumenges. Era més aviat de caràcter conservador i defensava plenament la religió i la pàtria com a punt d'unió entre els catòlics. Pel que fa a la política, va ser el portaveu de la Lliga Regionalista i tenia gran afinitat amb el diari La Veu de Catalunya, ja que també defensava fermament la Lliga.
Un fet a destacar fou el 15 de gener de 1934. Després que ERC (Esquerra Republicana de Catalunya) guanyés la majoria de les eleccions municipals a Catalunya, l'endemà molts establiments foren apedregats i impremtes i redaccions de diaris van ser assaltades. El motiu era perquè alguns diaris opinaven políticament diferent del partit guanyador i podia ser un perill pel règim. En el cas del Pla de Bages va impedir la seva publicació durant una setmana fins al 22 de gener.
Després del cop d'Estat del 19 de juliol del 1936, El Pla de Bages va ser confiscat pel POUM (Partit Obrer d'Unificació Marxista). Al 14 de setembre va reaparèixer com a principal òrgan d'aquest partit i subtitulat “Diari obrer”, fins aleshores anomenat “Diari d'avisos, notícies i anuncis”, “Diari de Manresa” i “Diari de la nit durant la República. Finalment, va desaparèixer el 9 de juliol de 1937, a conseqüència dels Fets de Maig i la persecució que patia el POUM.

## Redacció
El diari va ser fundat per Leonci Soler i March i Josep Coll i Roca. Leonci fou diputat al Congrés dels Diputats i també exercia la professió d'advocat i arxiver. Coll, fou impulsor de la Biblioteca Popular i quatre vegades alcalde de Manresa. Més endavant, van ser directors del diari dos polítics rellevants com Joan Selves i Carner i Francesc Farreras i Duran.
Les seves aportacions al diari en milloraren la qualitat, en un to més catalanista i liberal. A partir del 1936 J.M. Tresserres en fou el director.
Cal destacar la figura de Fidel Riu i Dalmau com a col·laborador fix durant uns quants anys, ajudat d'altres col·laboradors com Valeri Caldas i Altimiras, Ignasi de L. Ribera Rovira, Manuel Pugès i Guitart, Francesc Ribera, Pere Tarrés i Claret, Àngel Badia i Josep Ballarà. El periodista Josep Maria Planes i Martí, primer impulsor del periodisme d'investigació a Catalunya, també inicià la seva carrera en aquest diari.